# Fosterella nicoliana
Fosterella nicoliana är en gräsväxtart som beskrevs av J.Peters och Pierre Leonhard Ibisch. Fosterella nicoliana ingår i släktet Fosterella och familjen Bromeliaceae.
Artens utbredningsområde är Peru. Inga underarter finns listade i Catalogue of Life.